# Chilothorax pamirensis
Chilothorax pamirensis är en skalbaggsart som beskrevs av Medvedev 1928. Chilothorax pamirensis ingår i släktet Chilothorax och familjen Aphodiidae. Inga underarter finns listade i Catalogue of Life.